# Henry Dagmil
Henry Dagmil (Maltana, 7 december 1981) is een Filipijns verspringer. Hij nam eenmaal deel aan de Olympische Spelen.

## Prestaties
In 2006 eindigde hij op de Aziatische Spelen als vijfde. Dagmil was bovendien een van de Filipijnse deelnemers aan de Olympische Spelen 2008. Daar werd hij 34e met een sprong van 7,58 m, waarmee hij niet verder kwam dan de kwalificatieronde. Damils persoonlijk record is 7,99 m, wat dateert uit juni 2008 en werd gesprongen in Los Angeles.